# Peter Rubin
Peter Rubin, familienaam Peter Kohlhuber, (Ostrau, 5 mei 1942) is een Duitse schlagerzanger.

## Carrière
Peter Rubin volgde na beëindiging van de lagere school een commerciële opleiding, waarna hij economie ging studeren aan de Münchener Ludwig Maximilians-Universiteit. In de jaren 1960 formeerde hij met zijn vrienden zijn eigen band Pemagos. In 1966 kwam zijn eerste single Wieder daheim uit. In 1967 vertegenwoordigde hij Duitsland bij het Internationale Liederwettbewerb in Sopot in Polen. Zijn eerste grote successen aan het eind van de jaren 1960 kwamen met de nummers Hätt' ich einmal nur Zeit en Azzurro. In 1973 zong hij zijn bekendste nummer Wir zwei fahren irgendwo hin.
In zijn 45-jarige carrière bracht hij ongeveer 40 singles en meerdere albums uit, schreef hij als songwriter voor andere artiesten, presenteerde meerdere radio-uitzendingen en had meerdere optredens in bekende muziek-uitzendingen op televisie. Samen met Cindy & Bert en Freddy Breck bracht hij de albums Frohe Weihnachten (1974) en Schöne Ferien (1976) uit.
De nummers Immer Ärger mit dem Bett en XXL waren te danken aan het feit, dat de zanger een lengte had van twee meter. Ook als operettezanger had hij naam gemaakt. In 1970 nam hij deel aan het Deutsche Schlagerwettbewerb met het nummer Zuerst kommt meine Liebe (dann Napoleon). In de jaren 1980 stopte hij met de tournees en ging radioprogramma's presenteren bij Südwestfunk en de Bayerischer Rundfunk. In 1996 presenteerde hij samen met Klaus Havenstein, Ruth Kappelsberger en Walter Föhringer het Telefon-Wunschkonzert.

## Privéleven
Peter Rubin woont met zijn familie in Stockdorf bij München. In zijn huis bevindt zich een opnamestudio.

## Discografie

### Singles
- 1966: Wieder daheim (Homeward Bound)
- 1967: Der Zug nach Sunny Hill
- 1967: Wenn die Liebe nicht so schön wär
- 1968: Hätt ich einmal nur Zeit (If I Only Had Time)
- 1968: Azzurro
- 1969: Immer mehr
- 1969: Ich kann an nichts and’res mehr denken
- 1970: Wir sitzen beide am selben Feuer
- 1970: Zuerst kommt meine Liebe
- 1970: In meinen Schuhen kannst du nicht gehen
- 1970: Wir sitzen beide am selben Feuer
- 1971: Heute passiert’s
- 1971: Mit den Wölfen heulen
- 1971: Von Mensch zu Mensch
- 1972: Ich komme zu Dir
- 1972: In der Nacht
- 1972: 1, 2, 3, 4, 5, 6 und sieben
- 1973: Wir zwei fahren irgendwo hin
- 1973: Du kannst das am besten
- 1974: Komm’ wir geh’n auf die Reise
- 1974: Immer gradaus
- 1975: Du paßt in keinen Anzug rein
- 1975: Ich möcht’ auf einer Insel leben
- 1976: Begraben wir den Streit
- 1976: Mädchen im Boot
- 1977: Mein Verein ist spitze
- 1977: Da ist zuviel Schaum drauf
- 1977: Das nenn´ich Service
- 1977: Schöner Vogel Columbina
- 1978: Können diese Augen lügen?
- 1979: Immer Ärger mit dem Bett
- 1979: Dieses Lied soll dich streicheln
- 1980: Ja, hörst du denn nie Radio?
- 1982: Ich glaube an Gefühle
- 1983: Wie ein Mann
- 1984: Wer sagt denn schon gerne Lebwohl
- 1995: XXL
- 1995: Oh Cherie
- 1996: Im Frühtau zu Berge
- 1997: Endlich frei
- 2004: Es tut noch weh dich zu sehn
- 2009: Wie soll ich lachen, wenn du weinst
- 2010: Wem außer dir
- 2010: Hab ich dir jemals Danke gesagt
- 2010: Ich will, dass du weißt
- 2010: Tränen der Liebe
- 2011: Ich ohne dich

### Albums
- 1970: Immer mehr
- 1971: Heute passiert’s
- 1971: Azzuro – Dubbelalbum
- 1972: Ich komme zu dir
- 1973: Wir zwei fahren irgendwo hin
- 1974: Frohe Weihnachten met (Freddy Breck en Cindy & Bert)
- 1975: Du passt in keinen Anzug rein
- 1975: Seine großen Erfolge
- 1976: Ich möcht’ auf einer Insel leben
- 1976: Mädchen und Lieder
- 1976: Schöne Ferien met (Freddy Breck en Cindy & Bert)
- 1977: Da ist zuviel Schaum drauf
- 1978: Stargala – Dubbelalbum
- 1982: Typisch!
- 1988: Azzurro
- 1990: Wir zwei fahren irgendwohin
- 1995: XXL – Wir zwei fahren irgendwohin
- 1996: Im Frühtau zu Berge
- 2002: Seine großen Erfolge

- Gemeinsame Normdatei: 134503554
- International Standard Name Identifier: 0000 0001 3176 2508
- MusicBrainz: a3daebc2-45b6-4af3-a302-2bfd47cd75a4
- Virtual International Authority File: 102378013
- WorldCat: E39PBJm99m84RCkpQvXWHrDg8C